# 成都駅
成都駅（せいとえき/中国語簡体字：成都火车站/正体字：成都火車站）は中華人民共和国四川省成都市金牛区と成華区の境界にある中国鉄路総公司（CR）成都鉄路局が管轄する駅である。成都北駅とも呼ばれる。
本項では、近接する成都軌道交通の火車北駅駅（かしゃきたえきえき）についても記述する。

## 所属路線
中国鉄路総公司
成昆線：本駅起点、昆明駅終点まで1,100km
成渝線：本駅起点、重慶駅終点まで504km
達成線：本駅終点、龍潭寺駅までは成渝線と重複区間、達州駅起点より386km
宝成線：本駅起点、宝鶏駅終点まで669km
成都市域鉄路成灌線
成都軌道交通
■1号線：全長23.9km、22駅。駅名は「火車北駅」。天府広場や成都南駅に直接行けるようになった。2010年9月27日開業。
■7号線：全長38.5km、31駅。駅名は「火車北駅」。成都初の環状地下鉄路線。2017年12月6日開業。

## 歴史
- 1952年 - 成渝線の開通に伴い開業した。初期の旅客数は一日平均二千人であった[1]。
- 1956年 - 宝成線が開通した。
- 1970年 - 成昆線が全線開通した。
- 1982年5月 - 新駅舎建設の為に旧駅舎を撤去した。[1]
- 1984年10月 - 新駅舎が完成した。[1]
- 1997年11月 - 達成線が全線開通した。
- 2009年1月8日 - 5面目のホームが完成し、使用開始した。
- 2010年9月27日 - 地下鉄1号線が開業。
- 2017年12月6日 - 地下鉄7号線が開業。

## 駅構造

### 中国鉄路総公司
単式ホーム2面、島式ホーム4面を持つ地上駅である。5-6面目のホームは乗降面が高いものが新設された。駅の面積は1.64万平方メートルで、待合室は七千人以上を同時に収容出来る。1本の跨線橋と2本の地下道を持つ。

### 成都軌道交通
地下3階構造で、地下1階が改札階、地下2階が1号線ホーム階、地下3階が7号線ホーム階となっている。ホームは1号線・7号線共に島式1面2線構造。1号線ホーム・7号線ホームは直接階段・エレベータなどで繋がっておらず、乗り換え時には改札階を経由する必要がある。
出口はA・C・D・E・F・Hの六ヶ所あり、A・D出口とそれ以外は改札口が別である。

## 利用状況
本駅は成昆線、成渝線、達成線、宝成線の旅客、貨物を扱う成都鉄路局直属で管内の特等駅である。2009年3月現在、114本の旅客列車が発着し、8本を除き始発列車または終着列車である。旅客数は一日平均3.3万人で、最高は5万人に到達した。

## 駅周辺
- 中国工商銀行
- 成都長城大厦
- 海発大厦

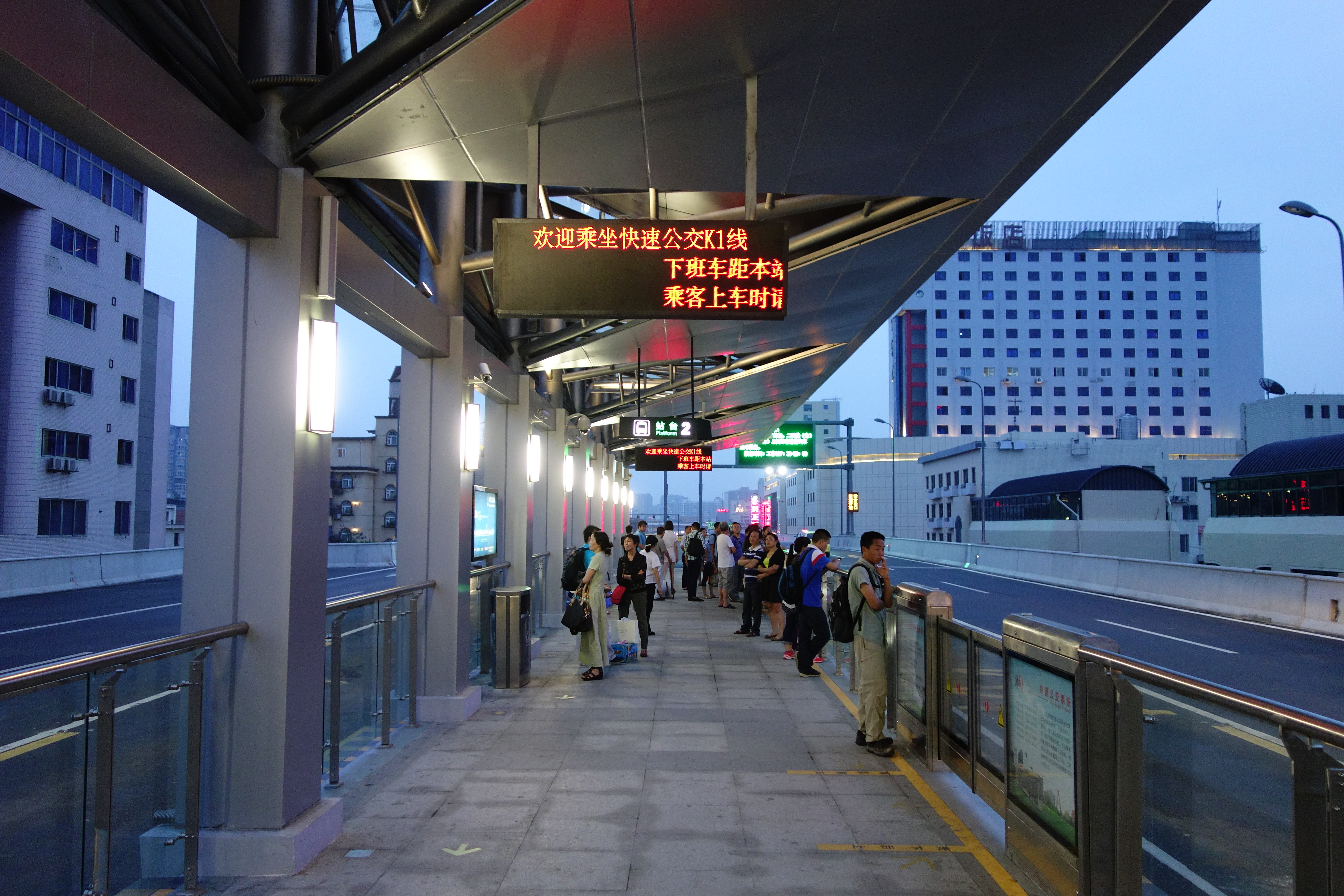
BRT乗り場

- ケンタッキーフライドチキン - 駅ビルに併設
- 味千ラーメン

## 隣の駅
中国鉄路総公司
成昆線
成都駅 - 八里駅
成渝線・達成線
成都駅 - 成都東駅
宝成線
成都駅 - 天回鎮駅
成都軌道交通
■1号線
昇仙湖駅 - 火車北駅駅 - 人民北路駅
■7号線
北站西二路駅 - 火車北駅駅 - 駟馬橋駅

## ギャラリー

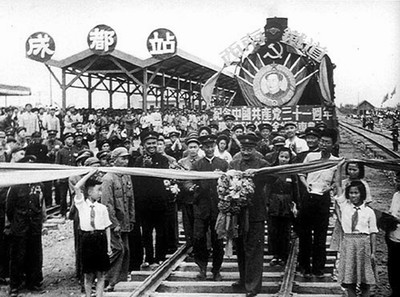
成渝線の一番列車テープカット